# De ofício
De ofício é uma expressão muito usada no Direito e no campo da Administração Pública. Ela vem do latim ex officio, que significa "por lei, oficialmente, em virtude do cargo ocupado". Se diz que o ato de um administrador público ou de um juiz foi "de ofício" quando ele foi executado em virtude do cargo ocupado: sem a necessidade de iniciativa ou participação de terceiros. 